# العلاقات القرغيزستانية الكولومبية
العلاقات القيرغيزستانية الكولومبية هي العلاقات الثنائية التي تجمع بين قيرغيزستان وكولومبيا.

## مقارنة بين البلدين
هذه مقارنة عامة ومرجعية للدولتين:
| وجه المقارنة                                              | قيرغيزستان                      | كولومبيا        |
| --------------------------------------------------------- | ------------------------------- | --------------- |
| المساحة (كم2)                                             | 199.95 ألف                      | 1.14 مليون      |
| عدد السكان (نسمة)                                         | 6.20 مليون                      | 49.07 مليون     |
| الكثافة السكانية (ن./كم²)                                 | 31.01                           | 43.04           |
| العاصمة                                                   | بيشكك                           | بوغوتا          |
| اللغة الرسمية                                             | اللغة الروسية، اللغة القيرغيزية | اللغة الإسبانية |
| العملة                                                    | سوم قيرغيزستاني                 | بيزو كولومبي    |
| الناتج المحلي الإجمالي (بليون دولار)                      | 7.56 مليار                      | 309.19 مليار    |
| الناتج المحلي الإجمالي (تعادل القوة الشرائية) بليون دولار | 20.45 مليار                     | 724.96 مليار    |
| الناتج المحلي الإجمالي الاسمي للفرد دولار أمريكي          | 1.10 ألف                        | 7.60 ألف        |
| الناتج المحلي الإجمالي للفرد دولار أمريكي                 |                                 | 13.36 ألف       |
| مؤشر التنمية البشرية                                      | 0.655                           | 0.720           |
| رمز المكالمات الدولي                                      | +996                            | +57             |
| رمز الإنترنت                                              | .kg                             | .co             |
| المنطقة الزمنية                                           | ت ع م+06:00                     | 00              |

## منظمات دولية مشتركة
يشترك البلدان في عضوية مجموعة من المنظمات الدولية، منها:
| علم المنظمة | اسم المنظمة                        | تاريخ انضمام قيرغيزستان | تاريخ انضمام كولومبيا |
| ----------- | ---------------------------------- | ----------------------- | --------------------- |
|             | مؤسسة التنمية الدولية              | 24 سبتمبر 1992          | 16 يونيو 1961         |
|             | يونسكو                             | 2 يونيو 1992            | 31 أكتوبر 1947        |
|             | وكالة ضمان الاستثمار متعدد الأطراف | 21 سبتمبر 1993          | 30 نوفمبر 1995        |
|             | الأمم المتحدة                      | 2 مارس 1992             | 5 نوفمبر 1945         |
|             | الاتحاد البريدي العالمي            | ?                       | ?                     |
|             | البنك الدولي للإنشاء والتعمير      | 18 سبتمبر 1992          | 24 ديسمبر 1946        |
|             | الاتحاد الدولي للاتصالات           | 20 يناير 1994           | 25 أغسطس 1914         |
|             | منظمة حظر الأسلحة الكيميائية       | ?                       | ?                     |
|             | مؤسسة التمويل الدولية              | 11 فبراير 1993          | 20 يوليو 1956         |
|             | منظمة التجارة العالمية             | ?                       | ?                     |
|             | منظمة الشرطة الجنائية الدولية      | ?                       | ?                     |

## وصلات خارجية
- موقع وزارة الخارجية القيرغيزستانية